# تاريخ العمل في الولايات المتحدة
تاريخ العمل في الولايات المتحدة يصف تاريخ العمل النقابي المنظم، وقانون العمل الأمريكي، وتاريخ العاملين بصورة أعم، في الولايات المتحدة الأمريكية. بدءًا من ثلاثينات القرن العشرين، أصبحت النقابات مكونات مهمة للحزب الديمقراطي. يتساءل بعض المؤرخين عن سبب عدم ظهور حزب عمال في الولايات المتحدة، خلافًا لأوروبا الغربية.
جاءت طبيعة العمل المنظم وقوته نتيجة للتوترات التاريخية بين القوى المتضادة التي تشمل حقوق مكان العمل والأجور وساعات العمل والتمثيل السياسي وقوانين العمل وظروف العمل الأخرى. تنافست النقابات المنظمة واتحاداتها العمالية الشاملة، ومنها الاتحاد الأمريكي للعمل ومؤتمر المنظمات الصناعية والاتحادات على مستوى المدن، وتطورت واندمجت وانقسمت على أساس القيم والأولويات المتغيرة والتدخل الحكومي الفيدرالي الدوري.
وفقًا للمنظر إي. جاي ديون، تبنت الحركة النقابية تقليديًا مجموعة من القيم -كان التضامن الأهم بينها، بمعنى أنه يجب على كل شخص أن يفكر يمصالح الجميع. لحق ذلك الالتزام بالمساعدة المتبادلة، ومشاعر المساواة غير الموسومة بالتعقيد، وازدراء النخبوية، والإيمان بأن الديمقراطية والحقوق الفردية لم تتوقف عند بوابة المصنع أو في غرفة استقبال المكتب. قال ديون إن هذه القيم «غريبة بصورة متزايدة على الثقافة الأمريكية». أنشأت الحركة العمالية في معظم الدول الصناعية أحزابها السياسية الخاصة، وكانت الولايات المتحدة الاستثناء الواضح بينها. تنافس كلا الحزبين الأمريكيين الرئيسيين على الأصوات النقابية، وكان الديمقراطيون أكثر نجاحًا في ذلك على مر التاريخ. أصبحت النقابات العمالية عنصرًا مركزيًا في ائتلاف الصفقة الجديدة الذي سيطر على السياسة الوطنية منذ ثلاثينات القرن العشرين إلى منتصف الستينات خلال فترة نظام الحزب الخامس. فقد الجمهوريون الليبراليون الذين دعموا النقابات في الشمال الشرقي السلطة بعد عام 1964.
كان تاريخ العمل المنظم تخصصًا أساسيًا للعلماء والمثقفين منذ تسعينيات القرن التاسع عشر، وأنتج كمية كبيرة من الأدبيات العلمية التي ركزت على هيكل النقابات المنظمة. في الستينات، عندما اكتسب التاريخ الاجتماعي شعبية أكبر، ظهر تركيز جديد على تاريخ العمال، بما في ذلك العمال غير المنظمين، وتزامن ذلك مع إيلاء اعتبار خاص للجنس والعرق. يسمى ذلك «تاريخ العمل الجديد». حاولت الكثير من الدراسات الأكاديمية إدخال وجهات نظر التاريخ الاجتماعي في دراسة العمل المنظم.

## التاريخ الحديث
ارتفع عدد أعضاء النقابات على الصعيد الوطني في الولايات المتحدة الأمريكية من 2016 إلى 2017، وشهدت بعض الولايات نمو النقابات لأول مرة منذ عدة سنوات أو عقود. أضرب نحو نصف مليون عامل في 2018 و2019، وهو أكبر عدد من المضربين منذ ثلاثة عقود. كان نمو النقابات في عام 2017 مرتبطًا غالبًا بعمال الألفية. على سبيل المثال، كان 76% من أعضاء النقابات الجدد التابعين لاتحاد عمال المركبات البرية والجوية والزراعية من الذين لم يتجازوا الخامسة والثلاثين من العمر. على الرغم من أن العدد الإجمالي لأعضاء النقابات ازداد بنسبة 1.7% في عام 2017، أشار معهد السياسة الاقتصادية إلى أن عضوية النقابات تتقلب غالبًا من سنة إلى أخرى بسبب التوظيف أو التسريح من العمل في قطاعات معينة، وحذر من تفسير التغيرات خلال مدة عام واحد على أنها اتجاهات مستمرة. كانت النسبة المئوية للقوى العاملة المنتمية للنقابات 10.7% في عام 2017، دون تغيير عن العام السابق، لكنها انخفضت عن نسبة 11.1% في عام 2015، وعن نسبة 12.1% في عام 2007.
بُذلت جهود في السنوات الأخيرة لتوسيع الحماية التي يشملها قانون علاقات العمل الوطني، والذي يستبعد عاملات المنازل والعمال الزراعيين، لتشمل تلك الفئات على مستوى الولايات. نجح التحالف الوطني لعاملات المنازل في الدفاع عن مشروع قانون حقوق عاملات المنازل في ولايات نيويورك وكاليفورنيا وهاواي، بينما أقرت عدة ولايات تشريعات توسع حقوق عمال المزارع.

### إضرابات المعلمين
حدثت في عام 2018 سلسلة من الإضرابات والاحتجاجات التي بدأها معلمون على مستوى الولايات، واجتذبت اهتمامًا على مستوى الدولة بسبب نجاحها، بالإضافة إلى حقيقة أن قسمًا كبيرًا منها كان في ولايات تُعد فيها إضرابات الموظفين العموميين غير قانونية. كانت العديد من الإضرابات الكبرى في ولايات ذات أغلبية تشريعية جمهورية، ما أدى إلى اتخاذها اسم «عصيان الولايات الحمراء». جرت الاحتجاجات في أريزونا وكولورادو وكارولينا الشمالية وأوكلاهوما وفرجينيا الغربية. عقدت احتجاجات أصغر إضافية في كنتاكي وكارولينا الشمالية. امتدت الاحتجاجات إلى إضراب سائقي الحافلات في ضواحي أتلانتا وجورجيا، وشارك فيها نحو 250 سائقًا للحافلات. تضمنت الإضرابات إضراب أعضاء هيئة التدريس المساعدة في جامعة فرجينيا كومنولث في ريتشموند، فرجينيا، ما أدى إلى زيادة في الأجور.

### النقابات في قطاع التقنيات العالية
قطاع التقنيات العالية الجديد نسبيًا، والذي يتعامل عادةً مع إنشاء منتجات عتادات الحواسيب وبرمجياتها وتصميمها وتطويرها وهندستها، لم يكن موحدًا في نقابة بصورة عامة، لأنه يعد من وظائف ذوي الياقات البيضاء، ويمتاز غالبًا بمعدلات أجور مرتفعة ومنافع إضافية. بدأ نشاط عمالي لمحاولة دفع أصحاب الأعمال إلى تغيير ممارساتهم المتعلقة بالعمل، مثل الاحتجاج الداخلي في غوغل في نوفمبر 2018، والذي شارك فيه 20,000 موظف للضغط على الشركة لتغير سياستها بشأن التحرش الجنسي. رغم ذلك، لم تصل هذه الجهود إلى الحاجة إلى نقابات، وقد يكون الوصول إلى المشاركة المطلوبة من الموظفين لتكوين نقابة مرتبطة بعملهم أمرًا صعبًا، بسبب المزايا العديدة التي قد يتمتع بها هؤلاء الموظفون بالفعل، والتخوف من أن يرتبط عملهم بالصورة النمطية للنقابات، والمتمثلة بالياقات الزرقاء.
يوجد مجال واحد أصبحت فيه جهود النقابات أكثر كثافة، وهو صناعة ألعاب الفيديو، إذ كشفت العديد من الأحداث المعلنة منذ عام 2004 عن الاستخدام المفرط لـنهج «الوقت الحاسم (أو كرانش تايم)» في بعض الشركات، وهو عندما يٌتوقع من الموظفين أن يخصصوا وقتًا إضافيًا للعمل عند الاقتراب من إصدار لعبة محددة. لوحظ استخدام بعض الشركات نهج «الوقت الحاسم» خلال فترات أطول، أو باعتباره متوقعًا بصورة مستمرة من الموظفين؛ علاوة على ذلك، معظم العاملين في سوق ألعاب الفيديو غير مشمولين بسياسات العمل الإضافي، ما يضاعف المشكلة. أدت جهود شعبية مهمة في مجال صناعة الألعاب منذ عام 2018 إلى دعم إنشاء نقابة جديدة أو العمل مع نقابة قائمة لتغطية الصناعة. كانت كيكستارتر واحدة من أولى شركات التكنولوجيا العالية التي أنشأت نقابة، وصوت موظفوها لصالح تشكيل نقابة في فبراير عام 2020.

## نقابات القطاع العام
تجاهلت النقابات العمالية بصورة عامة موظفي الحكومة، والذين كانوا خاضعين في الغالب إلى نظام الرعاية التي طبقته الأحزاب السياسية قبل مجيء الخدمة المدنية. شكل عمال مكتب البريد نقابات، وظهرت الرابطة الوطنية لحاملي الرسائل عام 1889 ونمت بسرعة. كان لديها 175 ألف عضو في 6,400 فرع محلي بحلول منتصف الستينات.
ظهرت العديد من المنظمات المتنافسة لموظفي البريد ابتداءً من تسعينات القرن التاسع عشر. استمرت مناقشات الاندماج لسنوات، إلى أن اندمج الاتحاد الوطني لموظفي البريد والرابطة الوطنية المتحدة لموظفي البريد وغيرها في عام 1961 تحت اسم اتحاد موظفي البريد الموحد. اندمجت مجموعة أخرى من الجهات في عام 1971 تحت اسم نقابة عمال البريد الأمريكي. في عام 2012، كان عدد أعضاء نقابة عمال البريد الأمريكي 330,000 عضو. لم تشارك النقابات البريدية على اختلافها بإضرابات.
قال المؤرخ جوزيف سليتر «لسوء حظ نقابات القطاع العام، كانت الصورة الأكثر حزنًا وثباتًا لتاريخهم في النصف الأول من القرن العشرين إضراب شرطة بوسطن. استشهدت المحاكم والمسؤولون الحكوميون كثيرًا بالإضراب بصورة روتينية خلال أواخر الأربعينات». أنهى حاكم الولاية كالفن كوليدج الإضراب، وألغى المجلس التشريعي سلطة مسؤولي المدينة على الشرطة.
وضع إضراب الشرطة حدًا لاهتمام النقابات بالقطاع العام في عشرينات القرن الماضي. كان الاستثناء الرئيس نشوء نقابات لمعلمي المدارس العامة في أكبر المدن. شكل المعلمون الاتحاد الأمريكي للمعلمين، المنتسب إلى اتحاد العمال الأمريكي. ة، نشطت الرابطة الوطنية للتعليم في الضواحي والمدن الصغيرة، لكنها أصرت على أنها ليست نقابة عمالية بل منظمة مهنية.